# Równina przybrzeżna Izraela
Równina przybrzeżna Izraela (hebr. מישור החוף, Miszor HaChof) – kraina geograficzna będąca wąską równiną ciągnącą się wzdłuż wybrzeża Morza Śródziemnego w Izraelu. Rozciąga się ona na długości 187 km i dzieli się na kilka regionów, od północnych skał przez piaszczyste plaże po żyzne tereny uprawne. Równina jest miejscem zamieszkania 70% populacji Izraela. Znajdują się na niej główne skupiska zamieszkania ludności Izraela: przemysłowe miasto portowe Hajfa oraz obszar metropolitalny Gusz Dan z miastem Tel Awiw-Jafa.

## Geografia
Równina przybrzeżna Izraela rozciąga się na długości 187 km wzdłuż wybrzeża Morza Śródziemnego. W najszerszym miejscu niedaleko Strefy Gazy równina ma 48 km szerokości. W najwęższym miejscu w rejonie góry Karmel ma około 100 metrów szerokości.
Równina już w czasach biblijnych była historycznie płodną krainą. Niektóre z jej części były nieustannie uprawiane rolniczo do czasów współczesnych, inne natomiast zostały mocno zaniedbane. Tereny bagienne i pustynne musiały być poddane intensywnej rekultywacji przez syjonistycznych pionierów, dzięki czemu przywrócono ich żyzność. Obecnie teren równiny stanowi najżyźniejszy obszar rolniczy kraju. Występują tutaj dwa rodzaje gleb: gleby autogeniczne (czarnoziemne, brunatnoziemne i bielicowe) są idealne pod uprawy roślin polowych, natomiast gleby słone (sołonczaki, gleby sołończakowate i sołońce) oraz gleby hydrogeniczne (gleby bagienne i gleby pobagienne) są idealne pod uprawy owoców cytrusowych.

## Podział
Równina przybrzeżna Izraela dzieli się na trzy regiony (z północy na południe):
- Północna równina przybrzeżna rozciąga się od położonych na północy klifów Rosz ha-Nikra przez region miasta Akka i Emek Zewulun do miasta Hajfa. W rejonie góry Karmel równina jest bardzo wąska. Na południe od niej równina ciągnie się powoli rozszerzającym się ku południowi pasem przybrzeżnym przez obszar Atlit i Zichron Ja’akow aż do rzeki Taninim (zwyczajowo przyjęta południowa granica tej części równiny przybrzeżnej). Północna równina przybrzeżna w sposób naturalny dzieli się na dwie części:
  - Zachodnia Galilea nazywana również północnym wybrzeżem lub równiną Zabulona, jest odcinkiem równiny przybrzeżnej od położonych na północy klifów Rosz ha-Nikra do miasta portowego Hajfa. Znajdują się tutaj urodzajne grunty wykorzystywane pod intensywne uprawy rolnicze przez liczne kibuce i moszawy. W rejonie turystycznego miasta Naharijja znajdują się niewielkie wysepki Achziv. Bardziej na południu jest położone zabytkowe miasto Akka. Nad Zatoką Hajfy rozciągają się miasta i osiedla aglomeracji miejskiej Hajfy. U ujścia rzeki Kiszon znajduje się Port Hajfa.
  - Równina Karmel obejmuje obszar na południe od góry Karmel – od miasta Hajfy do miasta Zichron Ja’akow i rzeki Taninim. Równina na całej swej długości jest podzielona przez trzy grzbiety usypane przez morze ze żwiru. Powstały one w wyniku kolejnych inwazji i wycofywań się morza ze strefy przybrzeżnej. Pomiędzy tymi niewielkimi grzbietami znajdują się żyzne tereny rolnicze. Z położonego na zachodzie masywu górskiego Karmel spływają liczne strumienie, które w okresach deszczowych przybierają i są przyczyną podtopień. Nadmiar wody z tych strumieni jest wykorzystywany do potrzeb stawów hodowlanych ryb. Tutejsze gleby są gliniaste i przez wiele lat stanowił bagna. Na tym wąskim pasie równiny przybrzeżnej powstały pojedyncze osady rolnicze.
- Równina Szaron rozciąga się od rzeki Taninim do rzeki Jarkon w Tel Awiwie. Jest to najgęściej zaludniony obszar Izraela, w którym znajduje się Netanja i północne miasta obszaru metropolitalnego Gusz Dan. W sposób naturalny dzieli się ona na cztery części:
  - Równina Szaron Mizrachi jest położona we wschodniej części równiny u podnóża wzgórz Samarii. Jest to kamienisty obszar, który powstał w wyniku obsuwania się gruntów i nanoszenia żwiru przez rzeki. Dzięki dużej ilości strumieni i źródeł jest to obszar bagnisty, który po rekultywacji stał się urodzajnymi polami. Od czasów historycznych był zawsze stosunkowo gęsto zaludniony.
  - Północna równina Szaron rozciąga się od rzeki Taninim do rzeki Aleksander. Obszar ten charakteryzuje się dużymi dorzeczami rzek, które spływając ze wschodu na zachód do morza, nanoszą duże ilości czerwonego piasku. Piasek ten tworzy ruchome wydmy, przyczyniające się do pustynnienia sąsiednich terenów uprawnych. Większość tego obszaru nie nadaje się do upraw bez drenażu ruchomych wydm i intensywnego nawożenia piaszczystych gleb.
  - Centralna równina Szaron rozciąga się od rzeki Aleksander i miasta Netanja do Tulkarm na wschodzie i rzeki Jarkon na południu. Tradycyjne uprawy rolnicze na większości tego obszaru były prawie niemożliwe, ponieważ tutejsze ziemie były niskiej jakości, a wody podziemne położone bardzo głęboko. Ujścia niektórych strumieni były zablokowane przez grzbiety żwiru i piaszczyste wydmy plaż, w wyniku czego ich wody rozlewały się tworząc bagna. Przyśpieszało to procesy erozji gleby. Dopiero najnowsze technologie umożliwiły przekształcenie tego obszaru w żyzne pola uprawne. Większość tutejszych źródeł i strumieni jest obecnie wykorzystywana do nawadniania pól.
  - Plaże równiny Szaron stanowią wąski pas piaszczystych wydm położonych w zachodniej części równiny. Z powodu niedostatku źródeł wody większość tego obszaru nie nadaje się do tradycyjnych upraw rolniczych. Jednakże najnowsze technologie otworzyły nowe możliwości rozwoju rolnictwa na terenach pustynnych. Część tego obszaru została przekształcona w tereny mocno zurbanizowane.
- Południowa równina przybrzeżna rozciąga się od rzeki Jarkon w mieście Tel Awiw do Strefy Gazy i obszaru miasta Rafah na południu. Wschodnią granicę wyznaczają wzgórza Szefeli. Ta część równiny przybrzeżnej jest najszersza i osiąga szerokość do 40 km. W sposób naturalny dzieli się na dwie części:
  - Równina przybrzeżna Judei rozciąga się od rzeki Jarkon w mieście Tel Awiw do rzeki Szikma na północnym skraju Strefy Gazy. Obszar ten jest wyraźnie podzielony na trzy pasy gruntów: ruchome wydmy na zachodzie, czerwone piaski w centrum i żyzne grunty na północnym wschodzie. W przeszłości obszar pustynny był znacznie mniejszy. Obecnie prowadzone prace rekultywacyjne mają na celu powstrzymanie migracji wydm. W tym celu sadzone są liczne drzewa. Istniejące uprawy rolne utrzymywane są dzięki intensywnemu nawadnianiu. Część obszaru równiny zajęły tereny mocno zurbanizowane aglomeracji miejskiej Gusz Dan.
  - Równina przybrzeżna Gazy znajduje się w obszarze Strefy Gazy i kończy na granicy z Egiptem[2].